# Ecomuseo Walser
L'Ecomuseo Walser, o in tedesco Walser Ecomuseum, è un museo etnografico della Valle d'Aosta situato a Gressoney-La-Trinité volto a valorizzare la cultura Walser nell'alta Valle del Lys. Al primo piano della casa museo è ospitato anche l'ufficio del turismo.

## Storia
L'ecomuseo Walser è nato ufficialmente nel 2007, quando le quattro amministrazioni dell'allora Comunità Montana Walser Alta Valle del Lys hanno siglato una convenzione per sviluppare il progetto di "ecomuseo a cielo aperto".
Grazie ai fondi europei di un progetto Interreg, la casa rurale (Puròhus) è stata restaurata preservando l'architettura originaria e nel luglio del 2006 è stata destinata a spazio museale.
L'antico stadel che ospita la casa museo (Pòtzschhus) è stato ristrutturato poco dopo e inaugurato nel luglio del 2008.
Sempre nel 2008 si è provveduto al restauro della cappella dei morti (Tòtòtschappélo).
In continuità con la catalogazione dei beni demoetnoantropologici presenti nelle collezioni regionali iniziata alla fine degli anni Ottanta del Novecento, alla fine degli anni 2000 è iniziata la catalogazione delle collezioni del Walser Museum da parte della Sovrintendenza regionale per i beni culturali in collaborazione con le comunità di Gressoney-Saint-Jean e Gressoney-La-Trinité.

## Descrizione
L'ecomuseo si compone di tre strutture: la casa rurale (Puròhus) e la casa museo (Pòtzschhus), nelle case Thedy e Rial in località Tache, e la baita di Binò Alpelté, nell'alpeggio Alpelté in località Binò, quest'ultima visitabile solo nel periodo estivo.
Completano la visita il piccolo cimitero storico del paese (de frithof), in cui si apprezza l'uso della lingua tedesca sulle lapidi, e la cappella dei morti (Tòtòtschappélo).

### La casa rurale
La casa rurale (Puròhus) in Piazza Tache, con la tipica architettura rurale del 1772, rappresenta la tradizionale stalla-abitazione walser detta "Wohngade". Solo un divisorio in legno separa la parte dell'abitato umano dalla parte adibita a stalla per riscaldare gli spazi con il calore animale. Nella casa sono presenti anche un fienile che contiene una collezione di attrezzi agricoli e da falegname tradizionali e una cantina a volta con pavimento in terra battuta.

### La casa museo

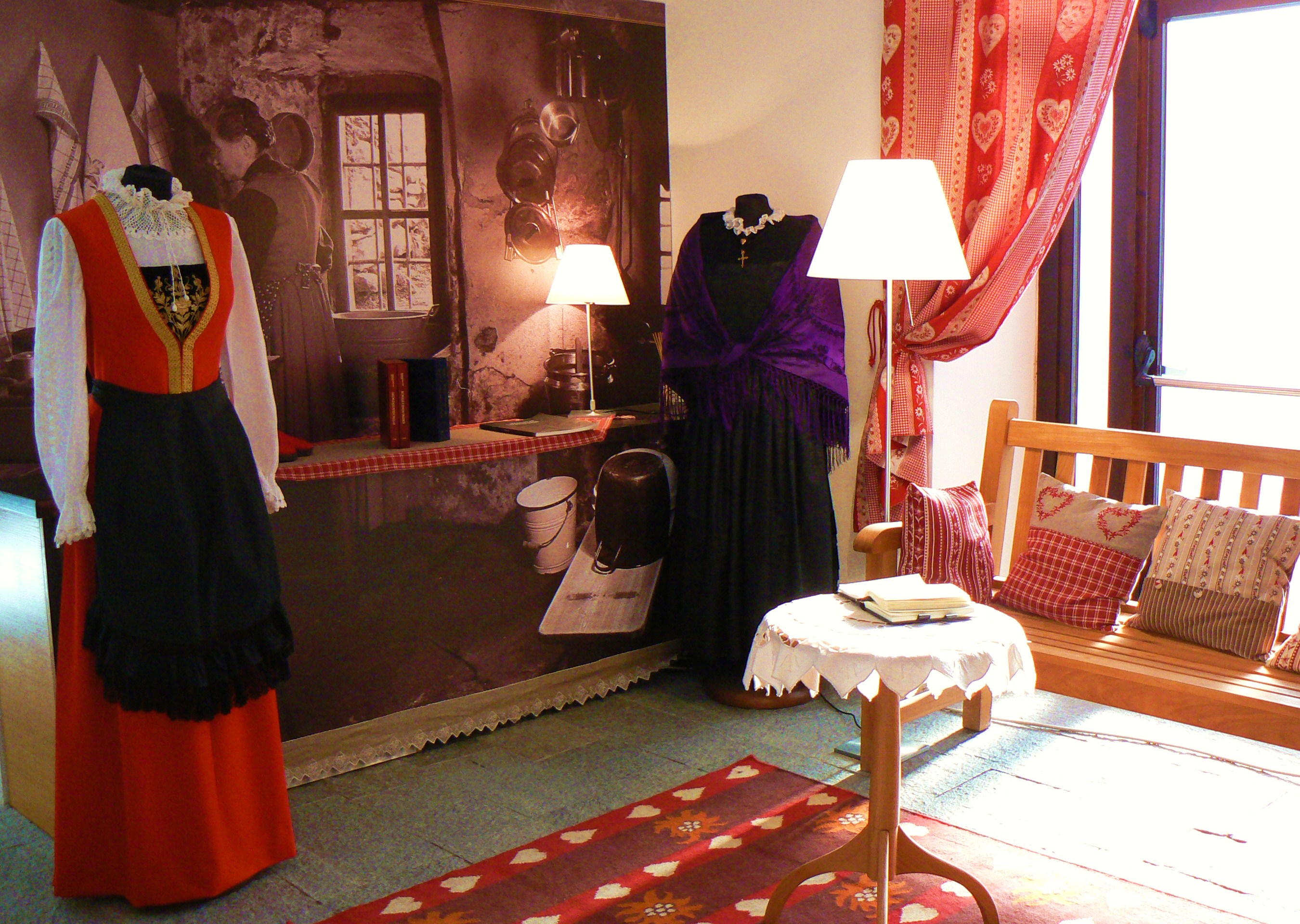
Abiti esposti nella casa museo.

La casa museo (Pòtzschhus o Pòtzhus, casa del pozzo) in Piazza Tache è un altro esempio di tipica casa walser, lo stadel (traducibile dal tedesco con edificio agricolo o fienile), in cui sono allestite varie mostre permanenti.
Al piano terra sono esposti vari abiti nello stile dell'Ottocento e degli inizi del Novecento e una documentazione fotografica. Una seconda esposizione ricostruisce la camera-studio di Heinrich (Heirelé) Welf (1912 - 2004), attivista per la valorizzazione e la salvaguardia della cultura Walser, dono della famiglia.
Al primo piano, dove ha sede anche l'ufficio del turismo, l'esposizione "I colori nella tradizione" ripercorre la storia del costume tradizionale walser.
La sala del secondo piano, detta sala del Monte Rosa, presenta la mostra "Nel Regno delle Altezze" ed è dedicata alla storia dei rifugi alpini, dell'alpinismo e delle sue tecniche, nonché alla posa della statua del Cristo delle Vette ricollocata sul ghiacciaio del Balmenhorn il 6 settembre 2008, dopo un accurato restauro. Una sezione si focalizza sulla glaciologia e l'evoluzione dei ghiacciai, un'altra presenta la storia e il lavoro di ricerca dei laboratori scientifici "Istituto Angelo Mosso" e "Regina Margherita".

### La baita di Binò
La baita di Binò Alpelté è una balma, ossia un riparo tradizionale in cui l'intervento di architettura umana delle pareti si fonde con la roccia naturale che funge da tetto. Essa si presenta come una stalla d'alpeggio, in cui un locale è predisposto alla conservazione e alla lavorazione del latte.
Si raggiunge a piedi, proseguendo verso nord dalla piazza Tache lungo la strada che costeggia il Lys. All'altezza del Baby Snow Park (e del parcheggio per camping dall'altra parte del fiume) si prende il sentiero che sale verso la montagna fino alla baita.

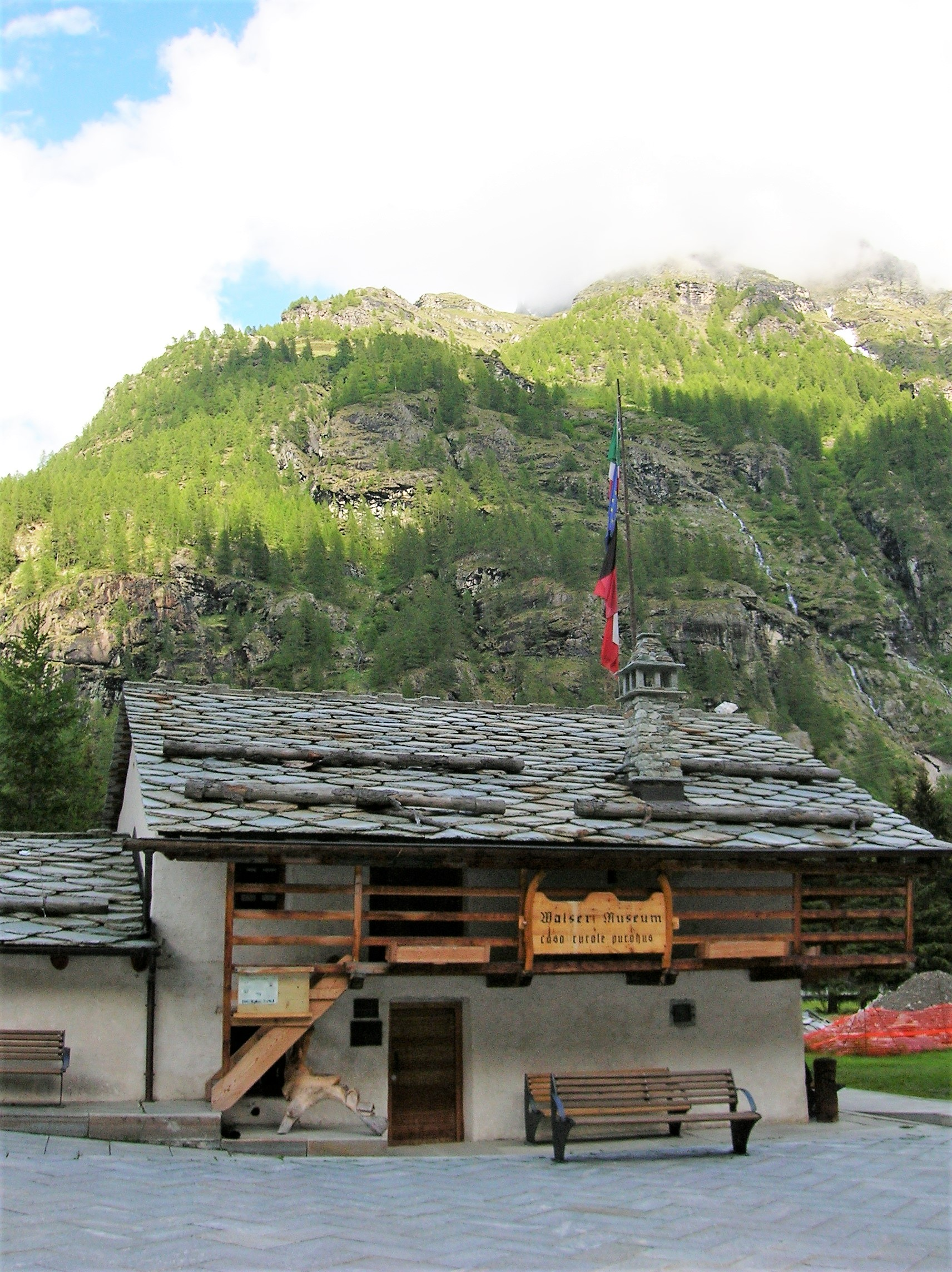
La casa rurale (Puròhus).
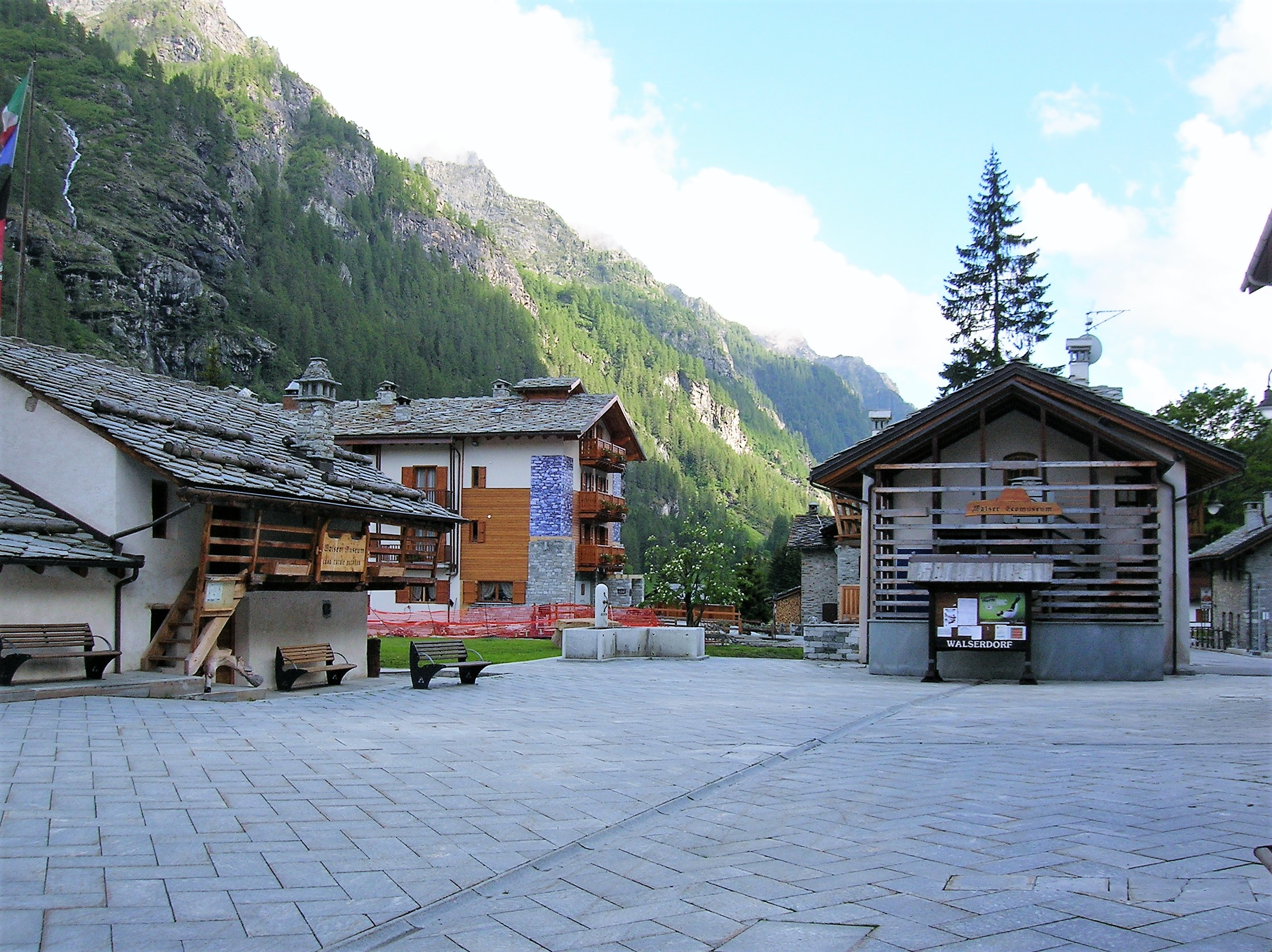
La casa museo (Pòtzschhus) sulla destra.
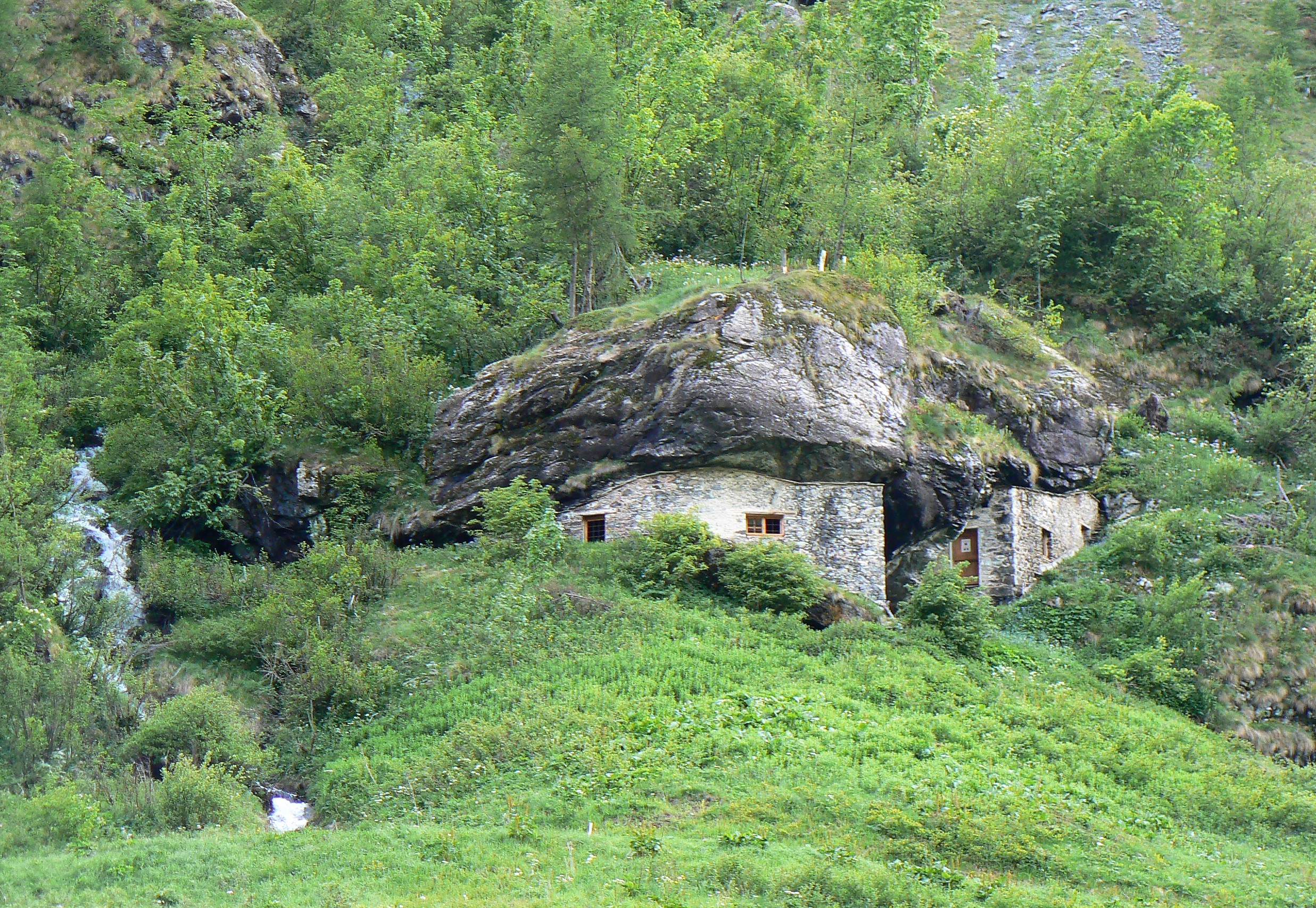
La baita di Binò Alpelté.
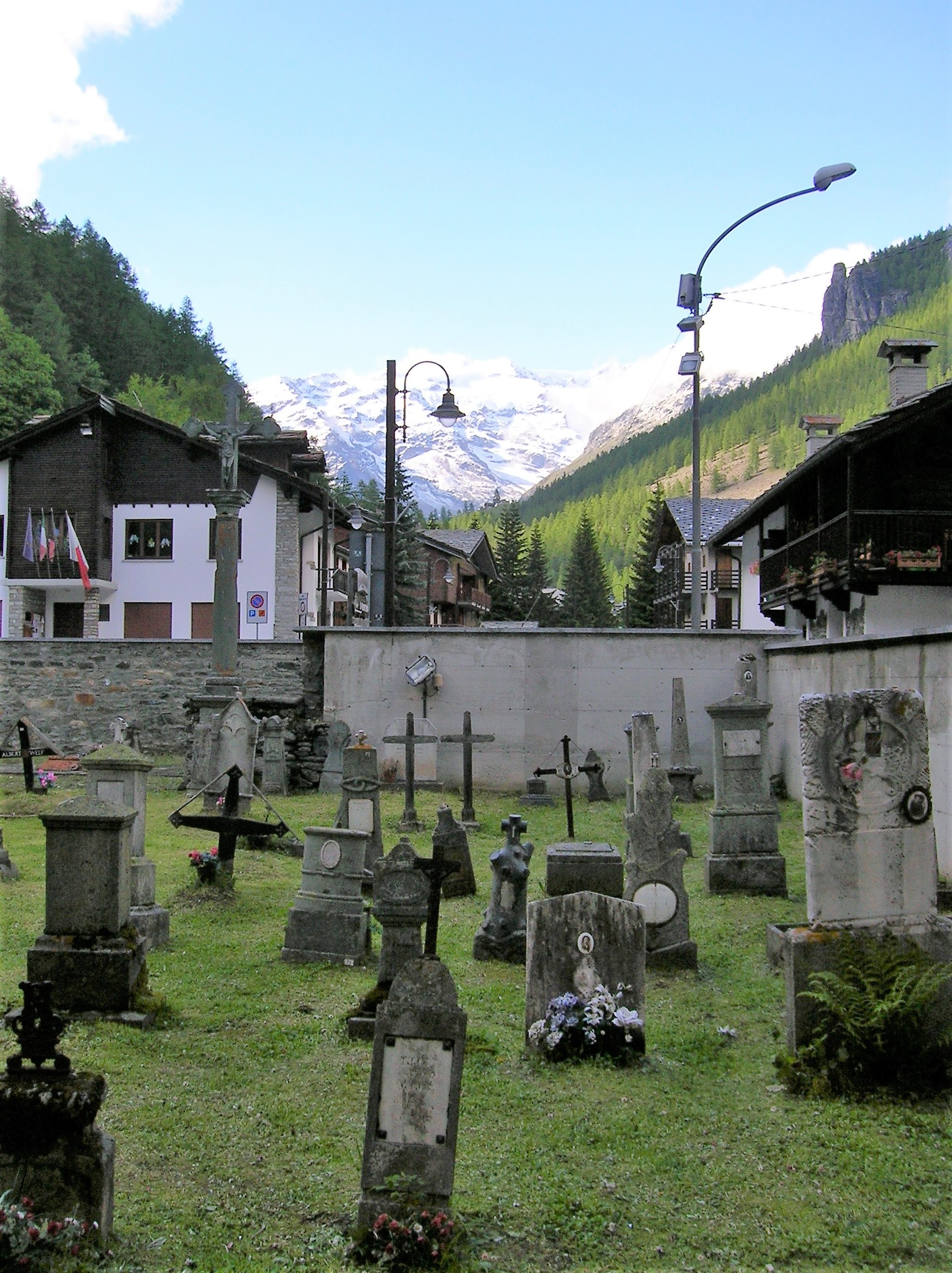
Il cimitero (de Frithof).